# ジェニン侵攻 (2023年10月)
2023年10月12日、イスラエルはヨルダン川西岸地区のジェニンを急襲し、ハマースの戦闘員1人を拘束、数名を負傷させた。
その後10月14日にイスラエルは同町への侵攻を開始し、多数の死者を出した。